# Maximilian Rottauscher von Malata
Maximilian Rothauscher, ab 1880 Rottauscher von Malata, ab 1919 Rottauscher-Malata (* 31. Januar 1846 in Olmütz; † 20. März 1921 in Ilz) war ein Marineoffizier Österreich-Ungarns.
Maximilian Rottauscher wurde in Olmütz als Sohn des Generalmajors und Militärhistorikers Karl Rottauscher von Malata geboren. Er besuchte ab 1861 die Marineschule in Pula und nahm 1866 an der Seeschlacht von Lissa teil. Von 1871 bis 1873 war er Offizier auf der Ostasienreise der Korvette Fasana. Er war als Lehrer an der Marineakademie und in der Operationskanzlei der Marinesektion tätig. 1888 wurde er Korvettenkapitän, 1891 Fregattenkapitän, ab 1896 war er im Ruhestand. 1904 erhielt er den Rang eines k. u. k. Linienschiffskapitäns ad honores.
Er verfasste (teilweise gemeinsam mit seinem Bruder Viktor) unter dem Pseudonym Paul Rohrer einige biographische Schriften über die österreichische Marine, die noch heute als Standardbeschreibung des Offizierslebens in der österreichischen Marine gelten. Er war der Vater des Schriftstellers Alfred Rottauscher von Malata und Großvater des Ethnologen und Anthropologen Friedrich von Horn Fitz-Gibbon.

## Veröffentlichungen
- Maximilian Rottauscher von Malata: „Als Venedig österreichisch war. Nur ein Hauch von Erinnerung.“, Wien, 1966 ag
- Maximilian Rottauscher von Malata, Mit der Tegetthoff in Lissa, in: Erinnerungen eines Marineoffiziers
- Maximilian Rottauscher von Malata, Der Österreichisch-Preußische Krieg 1866, in: Persönliche Erinnerungen